# Massó Hermanos S.A.

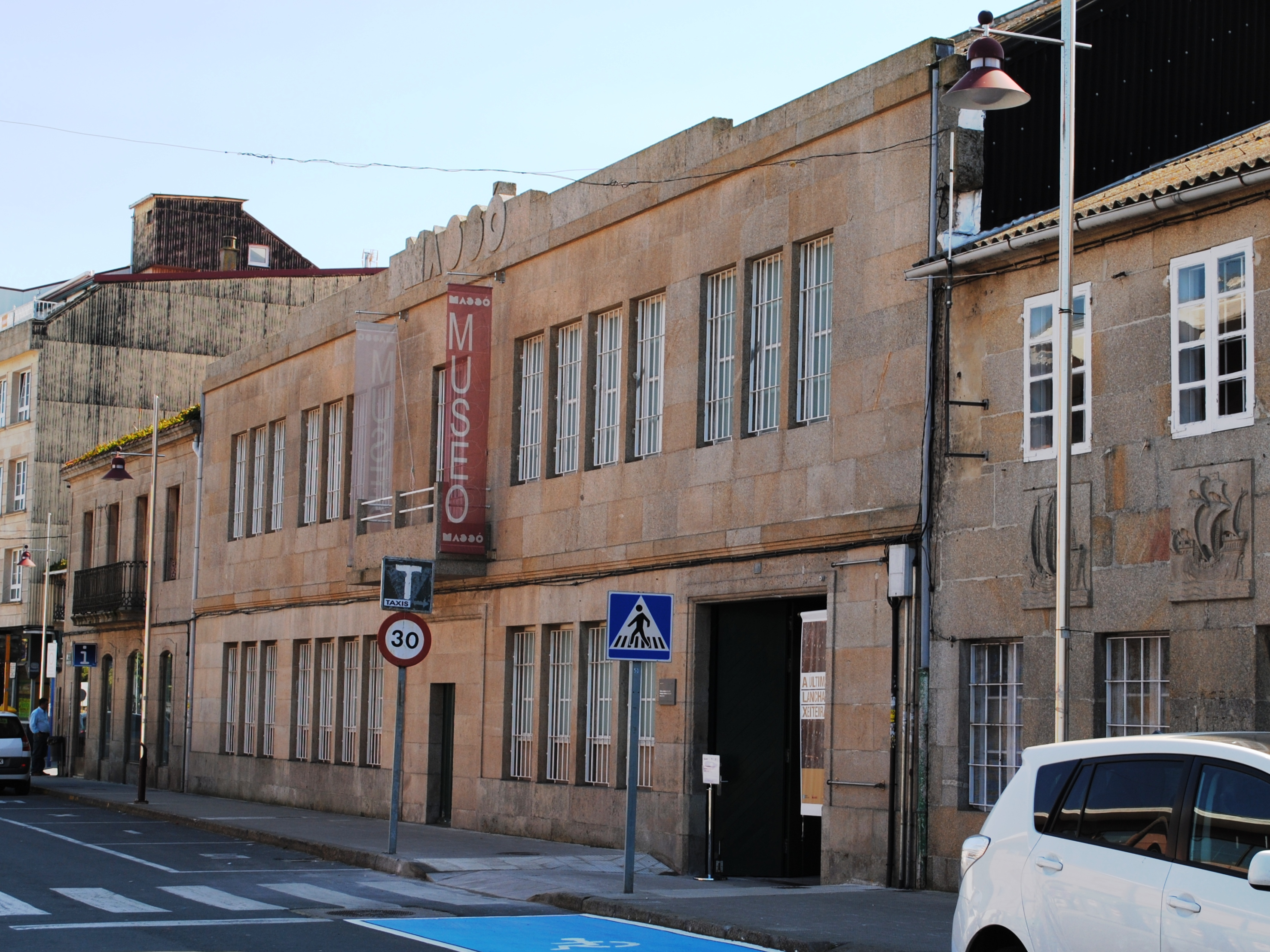
Museo Massó en Bueu, Pontevedra

Massó Hermanos S.A. fue una empresa conservera de Galicia, España. Fue fundada en 1894 por Salvador Massó Palau. Contó con factorías en Bueu (Pontevedra), Cangas do Morrazo (Pontevedra), Avilés (Asturias) y Barbate (Cádiz).

## Inicios
Salvador Massó Palau trajo en 1816 hasta Bueu a siete franceses que conocían el proceso industrial de los salazones. Entre ellos estaba Pascual Dargenton Lafont, con el que crea la primera fábrica de conservas, llamada La Perfección. Esta sociedad se disuelve en 1898.
Los hijos menores del fundador, Gaspar y Salvador Massó Ferrer, crearon Massó Hermanos S.A., dedicada a la producción de conserva, salazón de pescado, compra y venta de harina, redes y fabricación de artefactos de pesca. En el año 1926 construyen una segunda fábrica en Bueu.
El edificio, de estilo art déco, fue construido por Sebastián Lores González.

## Expansión
Posteriormente, Gaspar, José María y Antonio Massó García propician el gran despegue de la empresa. Colaboran con los hermanos Fernández López, conocidos como los Hijos de Antón de Marcos, que comercializan carne en lata a través de los mataderos de Mérida durante la guerra civil española, aprovechando la tecnología de sus fábricas de conservas.
En 1941 inauguran la fábrica de Cangas de Morrazo, Pontevedra, según proyecto del arquitecto Tomás Bolívar, sobre 20 hectáreas de terreno, con dos dársenas, un kilómetro de litoral, varaderos, taller, sección de envases metálicos, una central eléctrica de emergencia, una factoría ballenera, una fábrica de hielo y otra de harinas de pescado. En esta misma época se construyen fábricas en Barbate (Cádiz) y Avilés, y dos factorías balleneras en Caneliñas (La Coruña) y Morás (Lugo).
La empresa comercializaba varias marcas, como Massó, Kairel, El Porrón, Gaviota o Massó Grand. A causa del éxito empresarial la familia invirtió en otros negocios, como los Tranvías Eléctricos de Vigo y de Pontevedra, la Molinera Gallega, en el Banco de Vigo y en la Compañía General de Carbones de Barcelona.
En 2011 Grupo Conservas Garavilla integró Massó. Creando de esta manera un grupo conservero con grandes hitos y un extraordinario saber hacer adquirido durante décadas.

### Gaspar Massó García
Gaspar Massó García (1892-1991) fue pionero en muchos ámbitos, como el de rotular en gallego en sus fábricas. Generó abundantes patentes de maquinaria para tratar el pescado de las conservas. Fue académico correspondiente de la Real Academia de la Historia. Casado con Amalia Bolíbar Sequeiros, tuvo dos hijos: Fernando Massó Bolíbar y Enrique Massó Bolíbar, y una hija, Rosina Massó Bolíbar.

### José María Massó García
José María Massó García (1899-1981), fue alcalde de Bueu desde 1932 hasta 1971. Se casó con María Ángeles Bolíbar Sequeiros. 

### Antonio Massó García
Antonio Massó (1901-1989), está considerado como el artista de la familia. Se formó en los EE. UU. al acabar sus estudios en la Universidad de Deusto de donde vino con modernas técnicas de Marketing y Venta que fueron innovadoras en la España de aquella época. Además de su dedicación a la actividad de la Conservera, dedicó parte de su vida al coleccionismo privado y a desarrollar la técnica del "pirograbado" sobre el marfil de los dientes de cachalote. Varias exposiciones muestran el alcance de su obra, destacando la organizada en el año 2013 en el Museo Massó.

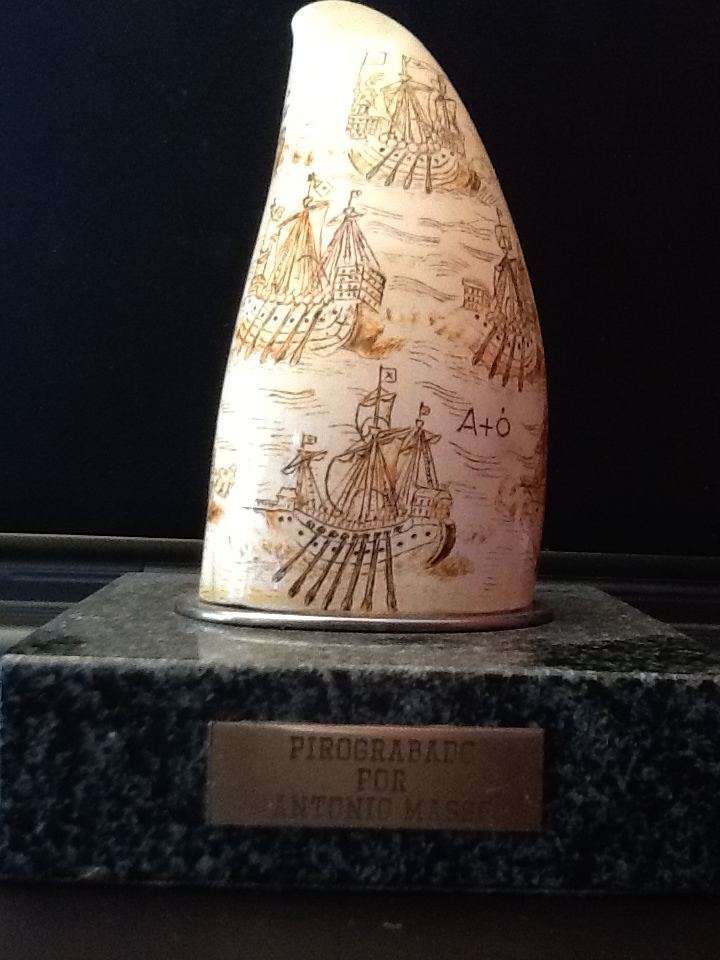
Pirograbado en comillo de cachalote Autor: Antonio Massó. Colección particular

## Productos de Massó
Almejas, berberechos, mejillones, bonito del norte, atún, sardinas y filetes de anchoa.

## Museo Massó
El museo Massó está constituido por una espléndida colección de libros antiguos, cartas marinas y de navegación, mapas e instrumentos de navegación, decretos de regulación marítima firmados por Felipe II, preciadas réplicas de navíos de guerra de los siglos XVI y XVII, barcos autóctonos del Morrazo construidos por el propio patriarca Massó Palau, pinturas de Urbano Lugrís, una colección de modelos de naves históricas y de instrumentos de navegación antiguos y la Cosmographia de Claudio Ptolomeo de 1490.